# Казино Вила (Л'Аквила)
Казино Вила (итал. Casino Villa) је насеље у Италији у округу Л'Аквила, региону Абруцо.
Према процени из 2011. у насељу је живело 51 становника. Насеље се налази на надморској висини од 321 м.